# 고판례
고판례(高判禮, 1880년 5월 4일~1935년 11월 1일)는 일제강점기 시대의 증산교(증산도)의 최초의 교단인 선도(仙道)의 창시자로, 증산교 성도들한테는 주로 고 수부(高 首婦)라 불리었었다. 호(號)는 법륜(法輪)·법륜당(法輪堂)이다.
관향(본)은 장흥(長興), 또는 장택(長澤)이고, 1880년 5월 4일 전라도 담양 출신으로 교계에서는 고수부(高首婦)로 불린다. 1935년 11월 1일, 26년 전에 상배한 부군 강증산(姜甑山, 1871년 11월 1일~1909년 8월 9일)의 생전 생일에 향년 56세로 하세하였다.
조선의 전라도 담양도호부 무이동면 도리(현재 선도리)의 고비산 아래에서 아버지 고덕삼(高德三)과 어머니 밀양 박씨 사이에서 무남독녀로 탄생했다. 1885년, 6세 때에 아버지를 여의었으며, 1888년, 9세 때에 전라도 정읍현 남이면 대흥리에 사는 이모부인 차치구를 따라 동학(훗날의 천도교)을 믿으며 시천주주 수련을 했다. 그 후 증산교(증산도)의 신앙 대상인 강증산(강일순) 상제를 만나 수부가 되었고, 1909년에 강증산이 어천하고 난 2년 뒤, 1911년에 강증산의 성령을 받아 도통을 하였다. 그리고 그해 10월에 흩어졌던 제자들을 불러 모아 최초의 교단을 열었다. 교단에 따라 태모 고 수부(太母 高 首婦)님, 천후(天后)님, 사모님, 수부님 등으로 부른다. 주요 제자들로는 고민환, 이용기, 전선필, 김수열, 전준엽, 강원섭, 고춘자, 이진묵 등이 있다. 고수부는 강증산처럼 기행이적을 많이 행하였다. 강증산은 9년 천지공사를 보았고, 고수부는 10년 천지공사를 보았다. 조선 시대 말엽과, 대한제국 시대와, 일제강점기 초기, 남녀노소 많은 이들이 고수부를 "어머니"라고 부르는 그런 자들이 갈수록 생기면서 대치성 때마다 모여 들었다. 그러나 차경석이 점차 주도권을 가지고 보천교를 세우면서 고수부는 김제 조종리로 교단을 이전하였다. 제자들이 1960년대 이후 전기를 전한 것이 다수 있다.

## 주요 서적
- 《선정원경》(1962년)
- 《고부인신정기》(1972년)
- 《고사모신정기》(1980년)
- 《선도신정경》
- 《증산도 도전》